# Festival Internacional de Cine de Vancouver
El Festival Internacional de Cine de Vancouver —en inglés: Vancouver International Film Festival o VIIF— es un festival cinematográfico fundado en Vancouver, Columbia Británica, el año 1982 y que se realiza anualmente entre fines de septiembre y principios de octubre durante 17 días. El evento busca reunir a lo mejor del cine mundial, y es organizado por una entidad sin fines de lucro denominada Greater Vancouver International Film Festival Society.
Durante la historia del evento se han realizado 10879 proyecciones de 7656 películas, con un total de 3 139 412 espectadores. Respecto a los premios que entrega el festival, estos se pueden dividir en dos grupos, los «Premios del Jurado» —Juried Awards— y los «Premios de la Audiencia» —Audience Awards—, que a su vez contienen varias categorías.

## Palmarés a la película más popular

### Sección internacional
| Año  | Ganador                        | Director(a)                         | Premio                                                               |
| ---- | ------------------------------ | ----------------------------------- | -------------------------------------------------------------------- |
| 2002 | Bowling for Columbine          | Michael Moore                       | —                                                                    |
| 2003 | Kamchatka                      | Marcelo Piñeyro                     | —                                                                    |
| 2004 | Machuca                        | Andrés Wood                         | Película más popular                                                 |
| 2005 | Vete y vive                    | Radu Mihăileanu                     | —                                                                    |
| 2006 | La vida de los otros           | Florian Henckel von Donnersmarck    | —                                                                    |
| 2007 | Persépolis                     | Marjane Satrapi y Vincent Paronnaud | Rogers People's Choice Award for Most Popular International Film     |
| 2007 | Garbage Warrior                | Oliver Hodge                        | People's Choice Award for Most Popular International Nonfiction Film |
| 2008 | Il y a longtemps que je t'aime | Philippe Claudel                    | Rogers People's Choice Award                                         |
| 2008 | Born Without                   | Eva Norvind                         | VIFF Nonfiction Feature Award                                        |
| 2009 | Soundtrack for a Revolution    | Bill Guttentag y Dan Sturman        | Rogers People's Choice Award                                         |
| 2009 | Facing Ali                     | Pete McCormack                      | documentary Audience Award for Most Popular Nonfiction Film          |
| 2010 | Waste Land                     | Lucy Walker                         | Rogers People’s Choice Award                                         |
| 2010 | Kinshasa Symphony              | Claus Wischmann y Martin Baer       | VIFF Most Popular Nonfiction Film Award                              |
| 2011 | Yodaí-e Nader az Simín         | Asghar Farhadi                      | Rogers People’s Choice Award                                         |
| 2011 | Sing Your Song                 | Susanne Rostock                     | VIFF Most Popular Nonfiction Film Award                              |